# Psychotria letouzeyi
Psychotria letouzeyi är en måreväxtart som beskrevs av Ernest Marie Antoine Petit. Psychotria letouzeyi ingår i släktet Psychotria och familjen måreväxter. Inga underarter finns listade i Catalogue of Life.